# 해리 로빈스 홀더먼
해리 로빈스 ("밥") 홀더먼(Harry Robbins ("Bob") Haldeman, 1926년 10월 27일 ~ 1993년 11월 12일)는 미국의 공화당 정치인으로 리처드 닉슨 대통령 아래 백악관 수석(1969 ~ 73)을 지냈으며 워터게이트 사건에서 깊이 연루되었다. 저서로 《권력의 종말들》(조지프 디모나와 함께 저작)과 《홀더먼 일기》가 있다.

## 어린 시절과 경력
로스앤젤레스에서 성공적 비지니스맨 해리 프랜시스 홀더먼과 주부 캐서린 엘리자베스 로빈스의 3명의 자식들 중 맏아들로 태어났다. 그는 샌퍼넌도밸리에 있는 사립 고등학교 하버드 스쿨을 졸업하였다. 1944년과 1946년 사이에 미국 해군의 예비역 V-12 프로그램에 참가하는 동안 레들랜즈 대학교와 서던캘리포니아 대학교에서 수학하였다. 다음에 그는 캘리포니아 대학교 로스앤젤레스에 입학하여 1948년 경영학에서 과학사를 취득하였다. 캘리포니아 대학교 로스앤젤레스에서 수학하는 동안 후에 닉슨 행정부에 가입하여 워터게이트 사건의 은폐로부터 범죄 재판의 결과에서 자신의 공동 피고였던 존 대니얼 에얼릭먼과 친구가 되었다.
1949년 홀더먼은 고객 담당 주임으로서 J. 월터 톰슨 광고 대리점에 가입하고 2월 19일 조앤 호턴과 결혼하였다. 1959년으로 봐서 홀더먼은 톰슨 광고 대리점의 로스앤젤레스 사무소의 부회장과 담당자로 승진되었다.
1950년대 동안 홀더먼은 공화당의 당수 리처드 닉슨에게 서서히 끌어들여졌다. 홀더먼의 조부가 초기 반공 기구 베터 아메리카 연맹의 창립자였어도 그는 관념 형태의 이유로 닉슨에게 끌여들인 적이 없다고 주장하였다.
1952년 닉슨의 부통령 선거 운동에 일하는 데 홀더먼의 마련이 무시되었으나 1956년 그는 사전준비자로서 닉슨의 재선을 위하여 일하였다. 1960년 닉슨의 비성공적인 대통령 선거 운동이 있는 동안 그는 최고 사전준비자로서 전임으로 일하는 데 톰슨 대리점으로부터 결석의 휴가를 택하였다. 1962년 닉슨이 캘리포니아주의 지사직을 위하여 비성공적으로 나갈 때 홀더먼은 그의 선거 운동을 관리하였다. 이 완패 후, 많은이들은 닉슨이 정치적으로 끝마쳤는 줄로 알았으나 그는 1968년 대통령직을 위한 당의 후보직을 얻는 데 정계에 복귀하였다. 린든 B. 존슨 대통령의 베트남 전쟁을 다루는 데 민주당의 혼란과 함께 자신의 전 동창생 에얼릭먼에 의하여 원조된 홀더먼은 닉슨의 승리적 선거 운동을 지도하였다.

## 닉슨 행정부에서 경력
1969년 1월 홀더먼은 새로운 닉슨 행정부에서 백악관 수석이 되었다. 그는 대통령에게 맹렬하게 충성적이었고 대통령을 보하하는 데 그의 정력적인 노력들은 그에게 곧 대통령 집무실로 심하게 접근을 제한시킨 건방진 "문의 감시자"로서 그를 묘사한 기자 회견의 적대 행위를 주었다. 그의 독일인 혈통과 크루컷 머리는 "철혈 재상", "프로이센의 감시인"와 "베를린 장벽" 같은 표어들로 지도하였다.

### 워터게이트 사건
1972년 닉슨의 재선 운동이 있는 동안에 홀더먼은 백악관에서 자신의 직위에 남아있었고 대통령 재선 위원회의 지도를 전 법무장관 존 미첼에게 맡겼다. 저서 《권력의 종말들》에서 홀더먼은 미첼이 명백한 감정과 그의 부인 마사의 정신적 문제에 의하여 그의 임무들로부터 혼란을 겪었다고 주장하였다. 정상으로부터 상사의 지도없이 대통령 재선 위원회의 사립 탐정들이 그해 6월 17일 워싱턴 D. C.에 있는 민주당 본부 건물의 내부에서 5명의 남자들이 체포될 때 닉슨의 대변인 로널드 L. 지글러가 "3류의 주거 침입 시도"로 부른 것을 가져갔다. 도청인들과 닉슨의 선거 운동 사이의 연결을 숨김으로 노력은 결국 1974년 8월 9일 대통령의 사임으로 이끌었다.
워터게이트 사건으로 들어간 의회적과 사법적 조사들의 결과로서 그 동안에 홀더먼은 1973년 4월 30일 강제로 사임하였다. 1974년 3월 그는 대배심에 의하여 기소되었고 1975년 1월 1일 불법 공모, 사법의 방해와 워터게이트 사건을 숨김에 그의 역할과 함께 연결에서 위증죄의 3 소인으로 유죄 판결을 받았다. 1977년 6월 미국 대법원이 그의 호소를 듣는 것을 거부한 후 홀더먼은 캘리포니아주 롬폭에 있는 최소 경비의 연방 교도소로 들어갔다. 홀더먼이 자신의 "범죄와 후회의 느낌들"을 인정한 이유로 그의 징역 2년 반에서 8년의 선고가 재판관 존 J. 시리카에 의하여 1년에서 4년으로 축소되었다. 그해 10월 5일 뉴욕 타임스에서 논설은 시리카의 통치와 동의하지 않았으며 홀더먼의 "범죄의 인정"은 축소된 징역 선고 만을 얻는 데 만들어졌다고 암시하였다.

## 이후의 세월
18개월의 징역 살이를 한 후 홀더먼은 1978년 12월 20일 가석방되어 로스앤젤레스로 돌아와 비지니스와 부동산에서 경력을 다시 쌓았다. 교도소에서 나온지 7개월 후, 그는 로스앤젤레스에서 데이비드 H. 머독 개발 회사의 부회장이 되었다. 1986년 그는 샌타바버라로 이주하여 자신 소유의 부동산 투자와 플로리다주에서 시즐러 패밀리 스테이크 하우스의 체인을 경영하였다.
1993년 11월 12일 1달간의 지병 후 위암으로 샌타바버라의 저택에서 사망하였다. 사후, 그는 화장되었다.
| 전임 제임스 R. 존스 | 제4대 백악관 수석 1969년 1월 20일 ~ 1973년 4월 30일 | 후임 (공석) 알렉산더 헤이그 |